# Louis Szumski
 (novembre 2021).
Louis Szumski est un écrivain de langue française né le 6 juin 1926 à Mulhouse et mort le 21 avril 2000 à Madagascar. Il consacre son œuvre au Sud-malgache[Quoi ?].

## Biographie
Né en Alsace en 1926 de parents polonais réfugiés, il passe son enfance dans une institution religieuse.
Au cours de la Seconde Guerre mondiale, il refuse la mobilisation dans l’armée allemande et choisit la résistance dans le Vercors. Engagé en 1947 dans l'Armée française, il part à Djibouti puis à Madagascar. Sur place, il apprend le malgache en écoutant les légendes transmises oralement et les traduit en français.
Au cours de sa vie, il enchaîne différents métiers[Lesquels ?].
Il finit par se retirer à Tôlanaro où il meurt en 2000.

## Œuvre
Louis Szumski écrit 9 recueils de nouvelles et de poésie. Il reçoit également quelques prix locaux comme le prix Akbaraly en 1968.
- Sans cascades, 1955
- Anarchiseries, 1958
- Extrême Sud malgache, Fianarantsoa, Imprimerie Saint-Paul, 1968, 120 p.
- Sous le signe du zébu, 1970
- L'Or du Sud, 1972
- Pas de girafe dans le Sud, 1972
- Images du Sud. Légendes et récits, Fianarantsoa, Bardo éditions Stefan Doll, 1992, 566 p.